# 布律诺·莱舍万
布律诺·莱舍万（法語：Bruno Léchevin，1952年1月27日—2020年2月6日），法国政治人物，工会活动家。曾任法国环境与能源管理署署长（2013年－2018年）。

## 生平
1952年生于加来海峡省萨洛米讷。中学毕业后成为木匠。1967年加入公教職工青年會，参加五月风暴运动。1974年至1978年，任基督教青年工人协会主席。
1979年进入法国电力公司工作，任里昂分部经理。他在上班的同时，也在里昂天主教大学上课。1980年，成为法国民主劳工联合会成员，出任联邦支部书记，并参加了“每周工作35小时”的示威活动。
1986年，他创立了无国界电工组织。2000年，他成为法国能源管制委员会委员，并担任该委员会驻法国国家能源公司代表。2013年3月，他成为法国环境与能源管理署署长。同年5月还加入法国电力公司董事会。2019年，他成为欧洲气候银行“金融气候公约”主任。
2020年2月6日在巴黎逝世，终年68岁。

## 荣誉
- 法國榮譽軍團軍官勳章（2013年）[14]
- 国家功勋骑士勋章（1998年）[15]